# Psiha (mitologija)
Psiha (grč. Ψυχή, Psykhế) u grčkoj mitologiji Erosova je ljubav.

## Etimologija
Psihino grčko ime znači "duša", "um", "duh", "dah", "život", srodno s psykhein = "puhati", "ohladiti", od ie. *bhes- = "puhati" (srodno sa sanskrtskim bhas-).

## Mitologija

### Otmica Psihe
Svi su hvalili Psihinu ljepotu, kao novu Afroditu, ali nitko je nije želio za ženu, dok su druge dvije njezine sestre našle kraljevske muževe. Afrodita je bila ljubomorna zbog njezine ljepote jer nitko nije odavao počast pravoj Afroditi, svi su hvalili Psihinu ljepotu, a njezina su svetišta opustjela te je rekla Erosu da je pogodi u srce da se zaljubi u najružnijeg čovjeka na svijetu. Eros je prihvatio majčinu naredbu, ali kad je došao do Psihe, odmah se u nju zaljubio. Druga inačica mita govori da se slučajno ubo o vlastitu zlatnu strelicu.
Psihini roditelji savjetovali su se s proročicom preko koje im je Apolon rekao da je ostave na najbližoj planini u svadbenoj odjeći jer je njezina ljepota bila tako velika da je namijenjena za boga. Tužna je povorka dovela Psihu do planine, a ona je očekivala čudovište za muža. To su i učinili, a odnio ju je Zefir, zapadni vjetar, u prekrasnu cvjetnu dolinu i palaču u kojoj su je služile nevidljive sluge danju te je imala sve obilje. Kad bi pala noć, u mraku je došao neznani mladoženja te su spavali zajedno. Svake ju je noći posjećivao, ali svaki joj je put rekao da ugasi svjetiljku da ga ne bi vidjela. Ona se zaljubila u nj ne znajući tko je.
Eros je dopustio Zefiru da danju odvede Psihu natrag njezinim sestrama te da sve tri budu u palači tijekom dana, ali upozorivši Psihu da ne pokušava doznati tko je. Ljubomorne su sestre rekle Psihi, koja je bila trudna, da kolaju glasine kako se udala za užasnu zmiju koja će proždrijeti i nju i dijete kad ogladni. Nagovorile su je da pripremi nož i uljanu svjetiljku te da ga ubije.
Kad je Eros došao, Psiha je osvijetlivši ga prepoznala Erosa te se, proklinjući svoju ludost, htjela ubiti. Ali odbacila je nož te je promatrala mladog boga i njegove zlatne strelice. Slučajno se ubola na jednu te je osjetila neodoljivu želju za svojim mužem. Počela ga je ljubiti, a kapljica ulja iz njezine lampe pala je na Erosova prsa i probudila ga. On je odletio, ali uhvatila je njegov gležanj te ju je on nosio sve dok mu mišići nisu otkazali, a ona je slomljena srca pala na tlo.

### Afroditini zadaci
Bog Pan koji je bio u blizini savjetovao je Psihi da vrati Erosovu ljubav službom. Psiha je otišla u grad u kojem je živjela jedna od njezine dvije starije sestre. Rekla joj je što se dogodilo, ali prevarila ju je ispričavši da Eros nju želi za ženu. Isto je to učinila i s drugom sestrom. Svaka se vratila do vrha i skočila u bezdan, ali Zefir ih nije ponio te su poginule.
Hermes, glasnik bogova, obznanio je da će kazna snaći onoga koji pomogne Psihi, a nagrada tko je preda bogovima. Stoga je ona besciljno lutala, a drugi su je bogovi odbijali, plašeći se Afroditine osvete. Na posljetku je došla do Kerova hrama gdje je sve bilo neuredno. Ona je čistila i pospremala, a Ker se pojavio rekavši da se mora moliti Afroditi te da joj on ne može pomoći. Potom se molila Heri, ali ona joj je rekla isto. Tako je Psiha pronašla Afroditin hram i prizvala je, a boginja joj je zadala tri zadatka.
Prvo joj je Afrodita naredila da odvoji sve zrnje iz velike košare u kojoj je bilo pomiješano, i to prije nego što padne mrak. Jedan se mrav sažalio nad Psihom te je sa svojim drugovima odvojio zrnje za nju.
Afrodita je bila bijesna zbog njezina uspjeha te joj je rekla da ode do polja gdje pasu zlatne ovce i donese zlatno runo. To nisu uspijevali ni najveći junaci te se Psiha od očaja htjela baciti u rijeku. Riječni bog rekao je Psihi da su ovce zle i da će je ubiti. Psiha je pričekala do podneva, kad bi ovce odlazile u hlad na drugoj strani polja i spavale. Potom je Psiha uspjela skupiti runa. Druga inačica mita govori da su ovce cijelog dana ubijale smrtnike koji bi im se približili, ali uvečer bi bile umorne te, kad bi krenule da se napoje na rijeci, ostalo bi njihova runa na grmlju. Psiha je tako skupila ostatke i odnijela ih Afroditi.
Treći je zadatak bio da donese vode iz rijeka Stiks i Kokit koje su bile čuvane velikim zmijama (u drugoj inačici zmajem), a smrtnici (čak i bogovi) nisu im mogli prići. Ovaj je put orao pomogao Psihi te joj donio vodu. Orao je zapravo bio Zeus kojem je Eros jednom pomogao te je ovaj ovako vratio uslugu.
Afrodita, ljuta zbog Psihina preživljavana, tvrdila je da su je svi ovi događaji iscrpili i oduzeli joj dio ljepote. Stoga je Psiha morala otići u Had i tražiti Perzefonu djelić njezine ljepote u kutiji. Psiha je odlučila da je najbrži način stizanja podzemlja da se baci s nekog visokog mjesta i da umre. Stoga se popela navrh tornja, a on je progovorio i rekao joj je da postoji put kroz Taner gdje može ući u Had i poslije živa izići. Također joj je savjetovao kako da prođe pored Kerbera bacivši mu natopljeni kruh, a potom i da Haronu plati novčić, da bi izbjegla opasnosti, te da ne jede ništa iz podzemlja, inače bi ondje zauvijek morala ostati. No, kad je Psiha izašla iz podzemnog svijeta, iz znatiželje odlučila je otvoriti kutiju i uzeti djelić ljepote. No, nije mogla vidjeti ništa u kutiji, umjesto toga pala je na mjestu mrtva.

### Ponovni susret
Dok je Psiha lutala i ispunjavala zadatke, Eros je ležao bolestan u postelji, u palači svoje majke Afrodite, a boljelo ga je rame na koje je bilo palo vruće ulje. Jedan je galeb to doznao te je odletio Afroditi i sve joj ispričao, predbacivši joj njihov hedonizam i ocrnivši Erosa. Afrodita je došla Erosu, ranjenom od ljubavi, i razbjesnila se te pozvala nekoć staru neprijateljicu Uzdržanost. Ona je opsjela njezina sina koji je ostao ležati.
Eros, koji joj je bio oprostio, izbrisao je vječni san s njezina lica i stavio ga natrag u kutiju. Potom je odletio do Olimpa i molio Zeusa da im pomogne. Zeus je sazvao vijeće bogova i odlučio da se Eros može oženiti Psihom.
Psiha je zatim dovedena na Olimp, dano joj je da pije ambroziju te je postala besmrtna. Zajedno su imali kćer Blaženstvo/Užitak (lat. Volupta). Afrodita i Psiha također su oprostile jedna drugoj.

## Vanjske poveznice
- Psiha u klasičnoj literaturi i umjetnosti (engl.)
- Psiha u grčkoj mitologiji (engl.)